# Peter Presslauer
Peter Presslauer (17 juni 1978) is een Oostenrijks veldrijder. Met 11 titels is hij recordhouder in de Oostenrijkse kampioenschappen veldrijden.

## Overwinningen

### Cross
| Seizoen   | Wereldbeker | Superprestige | GvA Trofee | WK  | EK | OK   | Overige | Totaal aantal zeges |
| --------- | ----------- | ------------- | ---------- | --- | -- | ---- | ------- | ------------------- |
| 2000-2001 |             |               |            | 33e |    | Goud |         | 1                   |
| 2001-2002 |             |               |            | 29e |    | Goud |         | 1                   |
| 2002-2003 |             |               |            |     |    | Goud |         | 1                   |
| 2003-2004 |             |               |            |     |    | Goud |         | 1                   |
| 2004-2005 |             |               |            |     |    | Goud |         | 1                   |
| 2005-2006 |             |               |            |     |    | Goud |         | 1                   |
| 2006-2007 |             |               |            |     |    | Goud |         | 1                   |
| 2007-2008 |             |               |            |     |    | Goud |         | 1                   |
| 2008-2009 |             |               |            | 42e |    | Goud |         | 1                   |
| 2009-2010 |             |               |            | 34e |    | Goud |         | 1                   |
| 2010-2011 |             |               |            |     |    | Goud |         | 1                   |